# NGC 3582
NGC 3582 ist ein heller Knoten in einem Sternentstehungsgebiet im westlichen Teil des RCW-57-Komplexes. Das Gebiet aus hell leuchtendem Gas und dunklen Staubwolken ist rund 8.000 Lichtjahre von der Sonne entfernt.
Das Objekt wurde am 14. März 1834 vom Astronomen John Herschel mit Hilfe seines 18,7-Zoll-Reflektors entdeckt.